# Good Feeling
Good Feeling ist ein am 29. August 2011 veröffentlichtes Lied des US-amerikanischen Rappers Flo Rida aus seinem 4. Studioalbum Wild Ones. Es erreichte in insgesamt 16 Ländern die Top 10 der Charts.
Das Lied wurde von Lukasz Gottwald, Henry Walter, Breyan Isaac, Arash Pournouri und Tim Bergling geschrieben. Der Refrain von Good Feeling basiert auf einem Vokalsample des Lieds Something’s Got a Hold on Me von Etta James, geschrieben von Etta James, Leroy Kirkland und Pearl Woods.

## Hintergründe
Als Leadsingle aus Ridas Album Wild Ones wurde Good Feeling zur erfolgreichsten Single aus diesem Album. Flo Rida selbst sagte:

“It’s legendary, we got Etta James featured on there, so it’s crazy.”

Der schwedische DJ Avicii produzierte das Lied gemeinsam mit Lukasz Gottwald und Cirkut. Wegen des Vocalsamples in Good Feeling und Aviciis Levels bekam die schon verstorbene Etta James viele neue Fans aus einer neuen Generation, die vielleicht gar nicht wissen, wer den Refrain singt.
Das Lied wurde hauptsächlich in Paris und Miami von mehreren Leuten komponiert, darunter Flo Rida um 2011.

## Musikvideo
Das Musikvideo wurde erstmals am 21. Oktober auf YouTube veröffentlicht. Im Video sieht man Flo Rida durch ganz Europa reisen und singen.

## Rezeption
Das Lied erfuhr gemischte Kritik. Einige bewerteten es positiv, …

“[…] the song is certainly destined to be a dance floor burner. […] We have a good feeling that Flo Rida has a chart-topping hit on his hands with this club banger. It feels like an anthem for the fist-pumping crowd that idolizes MTV’s Guido-ville show ‘The Jersey Shore.’”

… andere jedoch auch negativ.

“[…] the sampling of DJ Avicii’s ‘Levels’ – which in turn samples Etta James’s ‘Something’s Got a Hold on Me’ – makes this club-rap number sound about as authentic as Asda’s tinned spaghetti.”

## Kommerzieller Erfolg

### Chartplatzierungen
| ChartsChartplatzierungen       | Höchstplatzierung | Wochen |
| ------------------------------ | ----------------- | ------ |
| Deutschland (GfK)              | 1 (32 Wo.)        | 32     |
| Österreich (Ö3)                | 1 (26 Wo.)        | 26     |
| Schweiz (IFPI)                 | 3 (27 Wo.)        | 27     |
| Vereinigte Staaten (Billboard) | 3 (37 Wo.)        | 37     |
| Vereinigtes Königreich (OCC)   | 1 (33 Wo.)        | 33     |

| ChartsJahrescharts (2011)    | Platzierung |
| ---------------------------- | ----------- |
| Deutschland (GfK)            | 43          |
| Österreich (Ö3)              | 56          |
| Schweiz (IFPI)               | 74          |
| Vereinigtes Königreich (OCC) | 48          |

| ChartsJahrescharts (2012)      | Platzierung |
| ------------------------------ | ----------- |
| Deutschland (GfK)              | 58          |
| Österreich (Ö3)                | 28          |
| Schweiz (IFPI)                 | 33          |
| Vereinigte Staaten (Billboard) | 16          |
| Vereinigtes Königreich (OCC)   | 47          |

### Auszeichnungen für Musikverkäufe
| Land/Region                  | Auszeichnungen für Musikverkäufe (Land/Region, Auszeichnung, Verkäufe) | Verkäufe  |
| ---------------------------- | ---------------------------------------------------------------------- | --------- |
| Australien (ARIA)            | 6× Platin                                                              | 420.000   |
| Belgien (BRMA)               | Gold                                                                   | 15.000    |
| Dänemark (IFPI)              | Gold                                                                   | 15.000    |
| Deutschland (BVMI)           | Platin                                                                 | 300.000   |
| Frankreich (SNEP)            | Gold                                                                   | 157.100   |
| Irland (IRMA)                | Platin                                                                 | 15.000    |
| Italien (FIMI)               | Platin                                                                 | 50.000    |
| Kanada (MC)                  | 5× Platin                                                              | 400.000   |
| Mexiko (AMPROFON)            | 3× Gold                                                                | 90.000    |
| Neuseeland (RMNZ)            | 3× Platin                                                              | 45.000    |
| Österreich (IFPI)            | Platin                                                                 | 30.000    |
| Schweden (IFPI)              | 4× Platin                                                              | 160.000   |
| Schweiz (IFPI)               | 2× Platin                                                              | 60.000    |
| Spanien (Promusicae)         | Gold                                                                   | 30.000    |
| Vereinigte Staaten (RIAA)    | 5× Platin                                                              | 5.000.000 |
| Vereinigtes Königreich (BPI) | 2× Platin                                                              | 1.200.000 |
| Insgesamt                    | 5× Gold · 32× Platin ·                                                 | 6.987.100 |

Hauptartikel: Flo Rida/Auszeichnungen für Musikverkäufe